# تاکاهیرو نوگوچی
تاکاهیرو نوگوچی (ژاپنی: 野口 貴裕؛ زادهٔ ۱۹ ژوئن ۱۹۹۱) یک بازیکن فوتبال اهل ژاپن است.
از باشگاه‌هایی که در آن بازی کرده‌است می‌توان به باشگاه فوتبال ماچیدا زلویا اشاره کرد.